# Bunutwetan
Bunutwetan is een bestuurslaag in het regentschap Malang van de provincie Oost-Java, Indonesië. Bunutwetan telt 9067 inwoners (volkstelling 2010).